# Vineta (Schiff, 1864)
Die Vineta war eine Gedeckte Korvette der Preußischen Marine, der Marine des Norddeutschen Bundes sowie später der Kaiserlichen Marine. Benannt war das Schiff nach der sagenhaften Stadt an der vorpommerschen Ostseeküste.

## Bau
Das Schiff gehörte zur Arcona-Klasse, die erste in Preußen gebaute Klasse von größeren Kriegsschiffen seit den Zeiten der Kurbrandenburgischen Marine. Zusammen mit ihrem Schwesterschiff Hertha bildete sie das zweite Baulos dieser Klasse. Als Vorbild für den Grundentwurf nutzte man die Thetis, die 1855 von England gegen zwei Radavisos eingetauscht worden war. Auch die Dampfmaschine der Vineta wurde in England beschafft. Neben der Unabhängigkeit vom Wind verlieh diese dem Schiff durch einen dampfbetriebenen Destillierapparat auch die Unabhängigkeit der Trinkwasserversorgung von Land. Der Stapellauf fand am 4. Juni 1863 nach dreijähriger Bauzeit in Danzig statt.

## Frühe Karriere
Im Frühjahr 1864 übernahm der Kapitän zur See Hans Kuhn das Kommando. Obwohl nicht voll ausgerüstet, nahm die Vineta am 30. April 1864 vor Danzig das dänische Linienschiff Skjold unter Beschuss – sie richtete allerdings keinen Schaden an.

## Die erste Weltumsegelung eines preußischen Kriegsschiffs

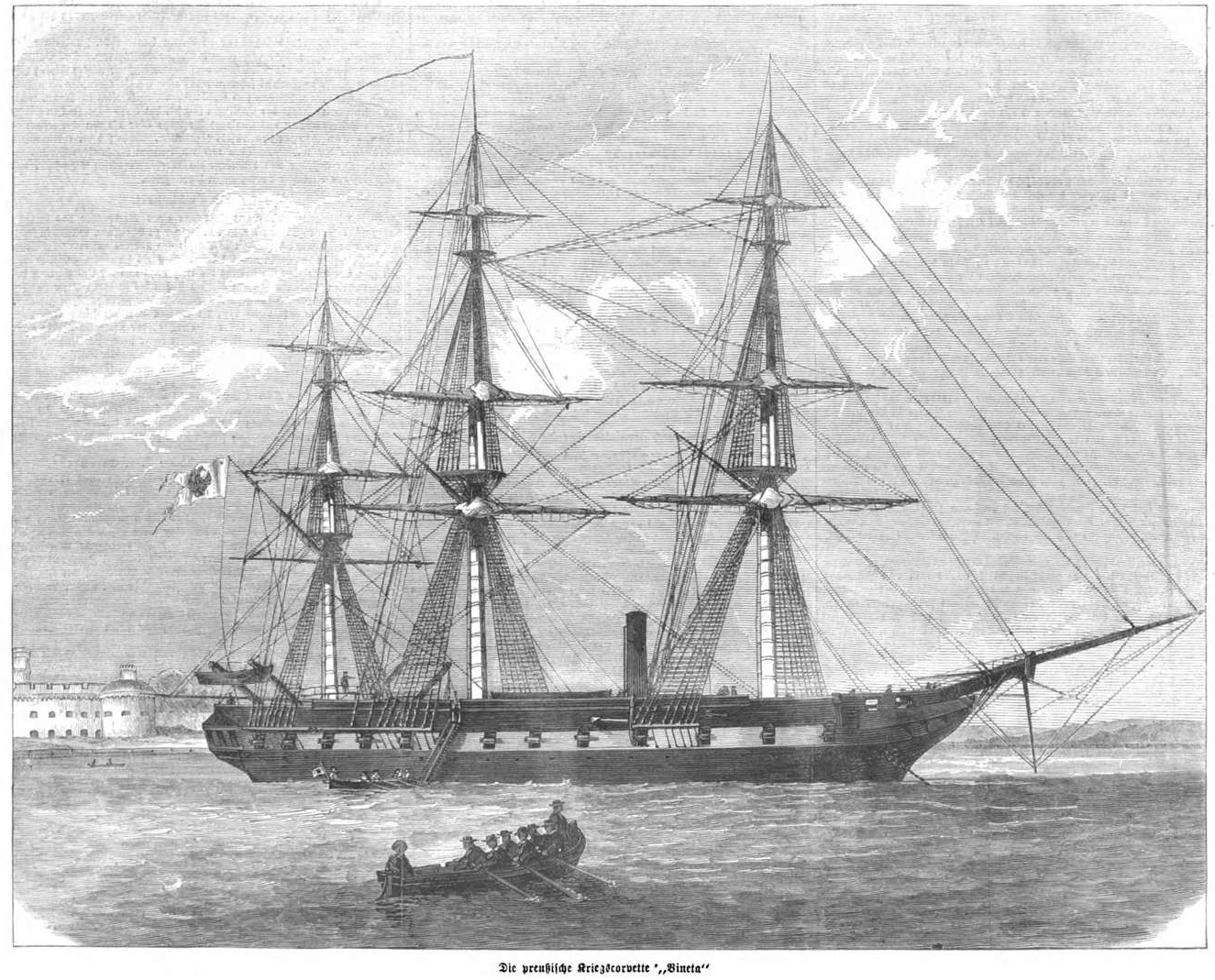
Kriegskorvette Vineta, 1864

Nach der Indienststellung im Oktober 1864 bewachte die Vineta zunächst den Kieler Hafen. Bereits 1864 war in Südamerika der Paraguayische Krieg ausgebrochen und der preußische Legationssekretär in Brasilien Theodor von Bunsen bat König Wilhelm um Beistand und Schutz des dortigen preußischen Besitzes. König Wilhelm ordnete die Entsendung der Vineta an.  Die Vineta verließ Kiel am 19. November 1865 und erreichte am 20. Januar 1866  Rio de Janeiro, wo sie sich bis zum 4. Februar aufhielt. Anschließend segelte die Vineta nach Montevideo, wo sie am 18. Februar eintraf.
Da absehbar war, dass der Kriegsverlauf preußische Interessen in der Region nicht mehr gefährden würde, erhielt Kuhn neue Order. Da in Chile gerade der Spanisch-Südamerikanische Krieg vor dem Ausbruch stand, sollte die Vineta dort preußische Handelsinteressen schützen. Die Vineta verließ Montevideo am 18. März 1866 und durchquerte Anfang Mai die Le-Maire-Straße, da die Magellanstraße mutmaßlich von Chile vermint worden war. Die Disziplin ließ sich an Bord zu dieser Zeit offenbar nur noch mit drakonischen Strafen aufrechterhalten, was vor Kap Hoorn sogar ein Besatzungsmitglied in den Selbstmord trieb. Als am 6. Mai 1866 Valparaíso erreicht wurde, desertierten allein dort 17 Mann. Valparaíso war allerdings schon am 31. März von der im Pazifik operierenden spanischen Flotte beschossen worden, die sich anschließend nach Norden wandte und Callao in Peru bombardierte. Die Vineta kam also zu spät. Sie patrouillierte im Mai vor der chilenischen Küste und versorgte einen aus England eintreffenden peruanischen Konvoi mit Kohle. Als Kuhn auch in Chile keine weitere Gefährdung preußischer Handelsinteressen feststellen konnte, erhielt er den Auftrag, zunächst nach Callao weiterzusegeln. Da die hier noch vermuteten spanischen Kriegsschiffe sich bereits wieder zurückgezogen hatten, erhielt die Besatzung Urlaub und einen Monatssold, was die Moral spürbar verbesserte. Nach dem Aufenthalt in Peru folgte Kuhn seiner weiteren Order, den Pazifik zu überqueren und sich nach China zu begeben.
Am 2. September 1866 verließ die Vineta Südamerika. Mit Zwischenhalt auf Hawaii wurde zunächst Shanghai angelaufen, wo die Vineta Teil einer internationalen Einheit zur Bekämpfung chinesischer Piraten wurde, anschließend pendelte sie zwischen China und Japan, wo im Vorfeld des Boshin-Kriegs Unruhen herrschten. Trotz eines japanischen Lotsen an Bord fuhr die Vineta am 27. Oktober 1867 in der Hirado-Straße auf eine Klippe auf, kam schwer beschädigt frei und musste vier Monate in Shanghai repariert werden. Kuhn wurde im Mai 1868 zum Konteradmiral ernannt und kehrte im Oktober 1868 nach Kiel zurück. Damit war die Vineta das erste Kriegsschiff der preußischen Marine, dem – wenn auch ungeplant – eine Weltumsegelung gelang.

## Weitere Einsätze
Nach ihrer Rückkehr wurde die Vineta zunächst grundüberholt und diente ab 1871 als Stationsschiff in Westindien. Anfang 1872 hielt sich die Vineta unter ihrem Kommandanten Kapitän zur See Batsch zunächst an der brasilianischen Ostküste auf und wurde dann nach Haiti beordert, um eine Reklamation deutscher Kaufleute in Cap-Haïtien und Port-au-Prince durchzusetzen. Am 23. Mai verließ die Vineta zusammen mit dem anderen Stationär Gazelle Havanna und erreichte am 11. Juni Port-au-Prince, wo kampflos zwei Kanonenboote besetzt wurden und die reklamierte Zahlung auf diese Weise erzwungen werden konnte.
1873 sollte die Vineta eigentlich als Teil des Reichsgeschwaders von Westindien aus zusammen mit mehreren anderen Schiffen der Kaiserlichen Marine an einer neuerlichen Weltumsegelung teilnehmen, wurde aber am 10. März 1873 nach Europa gerufen, da dort mit der Gründung der ersten spanischen Republik der dritte Carlistenkrieg ausgebrochen war. Die Vineta kehrte zusammen mit den übrigen Schiffen mit Ausnahme des neuen Westindien-Stationärs Albatross nach Europa zurück. Auf der Überfahrt musste das Schiff wegen Kohlenmangels von dem Flaggschiff des Verbandes, der Panzerfregatte Friedrich Carl, bis zur Ankunft in Plymouth teilweise in Schlepp genommen werden. Anschließend wurde die Vineta als Teil des dortigen deutschen Geschwaders vor die spanische Küste beordert.
Zwischen 1875 und 1877 unternahm die Vineta unter Kapitän zur See Alexander von Monts doch noch eine weitere Weltumsegelung und diente anschließend als Kadettenschulschiff, wobei sie wiederum lange Auslandsfahrten – zum Beispiel nach Südamerika – unternahm.
1884 wurde sie von der Liste der Kriegsschiffe gestrichen und als Trainingshulk für Rekruten und Maschinisten verwendet. 1897 wurde das Schiff in Kiel abgewrackt; die Galionsfigur befindet sich heute in der Marineschule Mürwik.
In Kiel-Gaarden-Ost ist der Vinetaplatz nach dem Schiff benannt. Die Burschenschaft Vineta Heidelberg benannte sich 1879 nach ihm.